# Fritz Saxl
Friedrich Saxl, mais conhecido como Fritz Saxl (Viena, 8 de janeiro de 1890 - Dulwich, Surrey, 22 de março de 1948) foi um historiador da arte austríaco.

## Biografia
Saxl foi um dos principais colaboradores de Aby Warburg. Eles se conheceram em 1910. Na ocasião, o jovem e tímido vienense, intimidado com a quantidade de livros da Biblioteca de Warburg e sua erudição, sugeriu a ele que ficasse com o seu material de pesquisa, que seria melhor aproveitado por Warburg. Warburg teria respondido a Saxl: "Problemas não são resolvidos passando-o para os outros".
A pedido do irmão de Warburg, Max, Saxl assumiu a direção da Biblioteca durante o tratamento médico do historiador realizado na Suíça, de 1919 a 1924.
É Saxl o responsável por dar a Warburg a ideia de como organizar o Atlas Mnemosine - um Atlas de imagens que ilustraria as "cadeias de transmissão de imagens" responsáveis pela "sobrevivência do antigo" (Nachleben der Antike), principal ideia do historiador cultural. Quando Warburg retorna de seu tratamento na Suíça, Saxl o recepciona com uma prancha de madeira, recoberta com veludo preto e com imagens fixadas com tachinhas sobre ele, imagens as quais ilustrariam os estudos que o historiador hamburguês realizara até então. Warburg utiliza a ideia para configurar novos painéis, chegando a constituir 63 deles até a sua morte.
Fritz Saxl foi um dos responsáveis pela remoção do acervo da Biblioteca Warburg de Hamburgo para Londres, quando o regime nazista instalou-se na Alemanha, em 1933.
Foi também um dos responsáveis pela instalação do Instituto Warburg, constituído basicamente pelo acervo da Biblioteca Warburg, o qual foi incorporado à Universidade de Londres em 1944. Saxl foi o primeiro diretor do novo Instituto.